# Laetitia Massonová
Laetitia Massonová (* 18. června 1966, Épinal, Francie) je francouzská filmová režisérka a scenáristka. Je absolventkou vysoké školy La Fémis. Svůj první celovečerní film En avoir (ou pas) natočila v roce 1995. Její druhý celovečerní film À vendre byl představen na festivalu v Cannes v roce 1998. K roku 2023 natočila dalších deset celovečerních filmů, z toho dva televizní. V několika filmech také hrála. Režírovala a napsala dva kompletní televizní seriály. Dlouhodobě spolupracuje na publicistickém cyklu Blow Up televizní stanice ARTE.

## Filmografie
| Rok  | Film                                       | Funkce    | Funkce      | Funkce  | Poznámky           |
| Rok  | Film                                       | Režisérka | Scenáristka | Herečka | Poznámky           |
| ---- | ------------------------------------------ | --------- | ----------- | ------- | ------------------ |
| 1988 | Les petits bateaux                         | Ano       | Ano         | Ne      | Krátký film.       |
| 1990 | Un souvenir de soleil                      | Ano       | —           | Ne      | Krátký film.       |
| 1990 | Les dernières heures du millénaire         | Ne        | Ne          | Ano     | Krátký film.       |
| 1991 | Chant de guerre parisien                   | Ano       | Ano         | Ne      | Krátký film.       |
| 1993 | Nulle part                                 | Ano       | Ano         | Ne      |                    |
| 1993 | Les gens normaux n'ont rien d'exceptionnel | Ne        | Ne          | Ano     |                    |
| 1995 | En avoir (ou pas)                          | Ano       | Ano         | Ne      |                    |
| 1995 | 3000 scénarios contre un virus             | Ano       | Ne          | Ne      | Seriál; 1 epizoda. |
| 1996 | Je suis venue te dire                      | Ano       | Ano         | Ne      | Krátký film.       |
| 1996 | Souvenir                                   | Ne        | Ne          | Ano     |                    |
| 1998 | À vendre                                   | Ano       | Ano         | Ne      |                    |
| 2000 | Love Me                                    | Ano       | Ano         | Ne      |                    |
| 2000 | Elie annonce Semoun                        | Ne        | Ne          | Ano     |                    |
| 2000 | Francis Cabrel: Le monde est sourd         | Ano       | Ne          | Ne      | Hudební videoklip. |
| 2001 | L'érotisme vu par…                         | Ano       | Ne          | Ne      | Seriál; 1 epizoda. |
| 2002 | La repentie                                | Ano       | Ano         | Ne      |                    |
| 2003 | Un grain de beauté                         | Ne        | Ne          | Ano     | Krátký film.       |
| 2004 | Pourquoi (pas) le Brésil                   | Ano       | Ano         | Ano     |                    |
| 2008 | Coupable                                   | Ano       | Ano         | Ne      |                    |
| 2008 | X Femmes                                   | Ano       | Ano         | Ano     | Seriál; 1 epizoda. |
| 2010 | Dans ta bouche                             | Ano       | —           | Ne      |                    |
| 2010 | Petite fille                               | Ano       | Ano         | Ne      | Televizní film.    |
| 2013 | L'Orchidoclaste                            | Ano       | —           | Ne      | Dokumentární film. |
| 2014 | G.H.B.                                     | Ano       | Ano         | Ne      |                    |
| 2016 | Le Concours                                | Ne        | Ne          | Ano     | Dokumentární film. |
| 2017 | Aurore                                     | Ano       | Ano         | Ne      | Seriál; 3 epizody. |
| 2017 | Numéro une                                 | Ne        | Ne          | Ano     |                    |
| 2022 | Chevrotine                                 | Ano       | Ano         | Ne      | Televizní film.    |
| 2023 | Un hiver en été                            | Ano       | Ano         | Ne      |                    |
| 2023 | Le Procès Goldman                          | Ne        | Ne          | Ano     |                    |
| 2024 | Citoyens clandestins                       | Ano       | Ano         | Ne      | Seriál; 4 epizody. |
| 2024 | Nouvelle Vague                             | Ne        | Ano         | Ne      |                    |